# Skúli Magnússon
Skúli Magnússon (11. prosinca 1711. – 9. studenoga 1794.) je rođen u Keldunesu pokraj Húsavíka na sjeveru Islanda. Nadimak mu je bio Skúli fógeti (isl fógeti – magistrat, gradski sudac). Sin je Magnúsa Einarssona, svećenika u  Húsavíku i Oddný Jónsdóttir. 
Najzaslužniji za osnivanje grada Reykjavika.

## Život i zasluge
Studirao je od 1732. do 1734. na Sveučilištu u Kopenhagenu, međutim studij nikada nije završio. Godine 1749. imenovan je prvim sudskim ovrhovoditeljem islandske nacionalnosti. Ovrhovoditelji ili sudski poslužnici su do tada bili isključivo Danci u službi danskih guvernera i visokih dužnosnika koji bi se kratko vrijeme zadržavali na Islandu, a bilo je i onih koji nisu ni kročili na islandsko tlo već su delegirali ovrhovoditelje koji bi obnašali njihove dužnosti. Oni su često morali biti veoma drski i brutalni. 
U početku je njegovo imenovanje izazivalo zapanjenost zbog sveopćeg vjerovanja da ni jedan Islanđanin ne može biti toliko okrutan da bude ovrhovoditelj. No, Skúli Magnússon se pokazao drugačijim od svojih prethodnika i odradio odličan posao. Ranije je služio kao okružni šerif i bio poznat kao sposoban i odlučan čovjek. Pisao je o ekonomskim poslovima i nastojao uvesti poboljšanja u trgovini i industriji. Na svom novom poslu često se sukobljavao s danskim trgovcima, pokušavajući ih prisiliti na pošteno trgovanje, razumne cijene i uvoz kvalitetnije robe, te bio prilično uspješan u tome. No on je htio učiniti i puno više. Sanjao je o slobodnoj trgovini i poboljšanju svakodnevnog života svojih sunarodnjaka.
U svojim nastojanjima je zainteresirao i danskog kralja Frederika V., a ideje i planovi su raspravljani i u parlamentu, te se ubrzo osnovala kompanija s brojnim dioničarima. Kralj je kompaniji dao nekoliko farmi u Reykjaviku i okolici i investirao značajnu svotu novaca. Godine 1752. Skúli Magnússon je u Reykjaviku izgradio nekoliko radionica za predenje, tkanje i bojenje vunene robe, štavljenje kože, izradu ribarskog pribora i proizvodnju soli i sumpora. 
Kompanija je kupila ribarske brodove i uvela bolje metode pripreme ribe za izvoz. Poboljšanja su napravljena i u poljoprivredi, a farmeri su učeni kako saditi povrće, žito i uzgajati drveće. 
Krumpir još tada nije bio došao do Islanda, no samo malo kasnije ga je godine 1758. kod Bessastaðira i 1759. na zapadu zemlje uveo svećenik Björn Halldórsson koji je mnogo ekperimentirao i napisao mnoge knjige na tu temu.
Farmeri su poticani da ograde svoje zemlje, te je uvezena nova sorta ovaca kako bi se poboljšala kvaliteta vune, što je donijelo više zla nego dobrog jer je s njima došla zarazna bolest koja je poharala lokalna goveda. 
Zbog nagomilanih dugova kompaniju i radionice je 1764. preuzela danska kompanija koja je imala monopol nad trgovanjem. Radionice su se s vremenom pozatvarale no one su ostale zajedno s kućama gdje su se počeli naseljavati trgovci, obrtnici, ribari i radnici. 
To je bio početak Reykjavika, budućeg glavnog grada Islanda. Ovo malo naselje je ispočetka raslo veoma sporo, no Reykjavik je konačno 1786. dobio status grada kada je imao samo 167 stanovnika.